# Pentan-3-ol
Le pentan-3-ol ou sec-pentanol est un alcool de formule semi-développée CH3–CH2–CHOH–CH2–CH3 qui est un des isomères du pentanol.
Il peut servir de solvant.